# Дулятин
Дулятин — річка в Україні, у Свалявському районі Закарпатської області. Права притока Боржави (басейн Дунаю).

## Опис
Довжина річки приблизно 5,7 км. Формуєиься з багатьох безіменних струмків.

## Розташування
Бере початок на південному заході від вершини Магури (1088,6 м). Тече переважно на південний схід і на північній стороні від Березників впадає у річку Боржаву, праву притоку Тиси.